# Michael Boehme (Pädagoge)
Michael Boehme, auch Michael Behm, Michael Bojkmus und Michael Bojemus (* 21. Oktober 1542 in Pirna; † 25. April 1616 in Torgau) war ein deutscher Pädagoge.

## Leben
Nach dem Besuch der Fürstenschule St. Afra Meißen studierte Boehme in Leipzig und dann Wittenberg. Mit dem Erwerb des Magistergrades beendete er 1572 seine Ausbildung. In der Folge erhielt Boehme eine Anstellung als Lehrer an der Thomasschule in Leipzig. 1575 wurde er als Konrektor nach Torgau an die Lateinschule gerufen; noch im November des Jahres erhielt er die Stelle des Rektors. Im Folgejahr heiratete Boehme die Bürgermeistertochter Justina Jeger (1556–1613) aus Freiberg; in dieser Ehe wurden mehrere Kinder geboren.
Gerühmt wurden Boehmes Kenntnisse in Griechisch und der Poesie. Während seiner 40-jährigen Amtszeit in Torgau genoss die Lateinschule ein sehr hohes Ansehen; viele spätere namhafte Gelehrte wurden hier ausgebildet. Vor 1615 verfasste Boehme eine handschriftliche Chronik von Torgau. Diese wurde in Latein übersetzt 1728–30 von dem Leipziger Professor Johann Burckhardt Mencke mit in seine Schrift Scriptores rerum germanicarum, praecipuae Saxonicarum übernommen. Auf die Chronik fußend veröffentlichte K.H. Lange 1997 die Schrift: Magister Michael Böhme = Rector und Chronist. Neben weiteren Texten veröffentlichte Boehme 1587 De vita Alberti Animosi nebst einer Oration über den Tod des Kurfürsten August von Sachsen.